# Катьо, Филипп
Фили́пп Катьо́ (фр. Philippe Cattiau; 28 июля 1892, Сен-Мало, Франция — 17 февраля 1962) — выдающийся французский фехтовальщик, трёхкратный олимпийский чемпион, в общей сложности обладатель 8 олимпийских наград, участник 5 подряд летних Олимпиад,  4-кратный чемпион мира (1929, 1930, 1934 и 1935). Специализировался в фехтовании на шпагах и рапирах.